# Против Формиона по делу о займе
«Против Формиона по делу о займе» (в словаре Гарпократиона — «В защиту Хрисиппа против протеста Формиона против незаконного возбуждения дела») — судебная речь, которую приписывают древнегреческому оратору Демосфену. Она сохранилась в составе «демосфеновского корпуса» под номером XXXIV. Современные исследователи полагают, что речь была написана в 327 или 326 году до н. э. и что её автор — не Демосфен.

## Контекст и содержание
Афинянский купец Формион взял 20 мин в долг у Хрисиппа и отправился на Боспор. Там он должен был, согласно кредитному договору, погрузить закупленный товар на корабль Лампида, но выяснилось, что этого товара нет в продаже. Формион сказал Лампиду, что привезёт товар в Афины позже. Корабль Лампида в пути потерпел крушение, но корабельщик смог спастись и вернуться в Афины. Позже в этот город приехал и Формион. По словам Хрисиппа, сначала должник пообещал вернуть деньги позже, потом заявил, что на Боспоре отдал их Лампиду и что кораблекрушение аннулирует долг. Тогда Хрисипп подал судебный иск, а Формион обвинил Хрисиппа в незаконном возбуждении дела. Демосфен написал для Хрисиппа речь, произнесённую в ответ на это обвинение.